# Große Arnspitze
De Große Arnspitze is een 2196 meter hoge bergtop in het Wettersteingebergte op de grens tussen de Duitse deelstaat Beieren en de Oostenrijkse deelstaat Tirol. Het is de hoogste bergtop in de zogenaamde Arnspitzgroep, een vrijstaand bergmassief in het noordoostelijke deel van het Wettersteingebergte, ten zuiden van Mittenwald tussen het Leutaschtal en Scharnitz. Dit bergmassief, dat een beschermd natuurgebied is, bevat verder de toppen Mittlere Arnspitze (2091 m), Hintere Arnspitze of Arnplattenspitze (2171 m), Weißlehnkopf (2002 m), Arnkopf (1934 m) en Zwirchkopf (1773 m).
De beklimming van de Große Arnspitze voert vanuit Leutasch over de Riedbergscharte en via de Achterköpfe of vanuit Scharnitz via de onder de top liggende Arnspitzhütte (1930 m). De bergtop is echter ook vanuit Mittenwald bereikbaar.